# Roberto Betrán
Roberto Betrán (* 22. Oktober 1990) ist ein spanischer Eishockeyspieler, der seit 2005 beim CH Jaca in der Spanischen Superliga unter Vertrag steht. 

## Karriere
Roberto Betran begann seine Karriere als Eishockeyspieler in der Jugend des CH Jaca, für dessen erste Mannschaft er in der Saison 2005/06 sein Debüt in der Spanischen Superliga gab. Mit Jaha wurde er gleich in seinem Rookiejahr erstmals Spanischer Pokalsieger.

### International
Für Spanien nahm Betran an der U18-Junioren-D-Weltmeisterschaft 2007 sowie den U18-Junioren-C-Weltmeisterschaften 2006 und 2008 teil. Des Weiteren stand er im Aufgebot Spaniens bei den U20-Junioren-C-Weltmeisterschaften 2007, 2008 und 2009 und gab eine Vorlage in sechs Spielen bei der Qualifikation zu den Olympischen Winterspielen 2010 in Vancouver.

## Erfolge und Auszeichnungen
- 2006 Spanischer Pokalsieger mit dem CH Jaca